# 大館城 (陸奥国)
大館城（おおだてじょう）あるいは大館は、福島県いわき市の内郷御台境町・好間町下好間・平にかけてあった室町時代から戦国時代の日本の城。2017年（平成29年）5月1日に「大館城跡」としていわき市の史跡に指定された。

## 概要
16世紀初頭にこの城付近の地名として「平」が現れてからは平城（たいらじょう）や平大館のように呼ばれたと想定される。
1980年代末ごろから、江戸時代の磐城平城（いわきたいらじょう）と区別・対比するため、飯野平城（いいのたいらじょう）の名称が大館（城）のほかに使われるようになる。

## 沿革
正確な築城者・築城年代（時期）は不明だが、岩城氏（海道平氏）の庶流の白土隆弘（岩城常朝）が築いたという伝承が正しいとすると、14世紀後半ないし15世紀初頭ということになる。
いずれにせよ、文安4年10月20日（1447年11月28日）付の「刑部大輔昌隆押書」という文書に「大館」が現れるので、築城時期はそれ以前である。自治体資料や観光関係施設などの案内で、文明15年（1483年）築城とする説が見うけられるが、大館を岩城氏惣領・当主の居城とした後、あるいは居城とするに際して行われた増改築などを誤伝したものであろう。
その、岩城氏惣領・当主の居城・本拠地とした時期に関しても諸説ある。
ひとつは、白土隆弘の孫で嘉吉の内紛を制し岩城一族惣領の地位を得た岩城隆忠のときとするもの。あるいは、その隆忠の孫で浜通り南部の戦国大名と化しつつあった岩城常隆が1483年（文明15年）に「白土」から当地へ移ったとするもの。隆忠の子・常隆の親に当たる岩城親隆と推定する説もある。
常隆以降は、代々の岩城氏当主の居城として受け継がれることになるが、関ヶ原の戦い後に岩城氏は改易・所領没収され、かわって1602年（慶長7年）に鳥居忠政が10万石で入部し、大館城の新たな城主となった。忠政は徳川幕府の命を受けて、大館城の東に新たに磐城平城を12年かけて築き、完成とともに居城を移した。これに伴い、大館城は廃城となった。
さらに陸奥石川氏あるいは上記の岩城氏の一族の大館氏はこの地名によって派生したともいわれている。

## 観光

### アクセス
- 福島県道20号（旧国道6号）[10]内郷御台境交差点から旧国道49号（現市道「御台境町・北好間」線）を北西に進むと、切り通しの中ほどに主郭跡への入口がある。湯殿山神社。